# Арлингтон Хајтс (Пенсилванија)
Арлингтон Хајтс (енгл. Arlington Heights) насељено је место без административног статуса у америчкој савезној држави Пенсилванија.

## Демографија
По попису из 2010. године број становника је 6.333, што је 1.201 (23,4%) становника више него 2000. године.
| Група             | 2000.         | 2010.         |
| Белци             | 4.521 (88,1%) | 4.519 (71,4%) |
| Афроамериканци    | 225 (4,4%)    | 605 (9,6%)    |
| Азијати           | 101 (2,0%)    | 280 (4,4%)    |
| Хиспаноамериканци | 231 (4,5%)    | 803 (12,7%)   |
| Укупно            | 5.132         | 6.333         |